# Přírodní park Vyšebrodsko
Přírodní park Vyšebrodsko byl vyhlášen Okresním úřadem Český Krumlov dne 3. dubna 1995 a potvrzen Radou Jihočeského kraje dne 6. dubna 2004. Má rozlohu 84,1 km² a nachází se v okrese Český Krumlov na katastrálních územích Dolní Drkolná, Svatomírov, Studánky, Mnichovice u Loučovic, Kapličky, Horní Dvořiště, Herbertov, Vyšší Brod a Přední Výtoň.
Jeho severní hranici tvoří řeka Vltava, jižní pak státní hranice s Rakouskem, západní okraj je vymezen hranicí Chráněné krajinné oblasti Šumava a východní tvoří silnice z Horního Dvořiště k rozcestí silnic u železniční zastávky Rožmberk nad Vltavou. Nadmořská výška se zde pohybuje od 535 metrů v údolí Vltavy do 1038 metrů na státní hranici u Hvězdné.
Posláním přírodního parku Vyšebrodsko je ochrana krajinného rázu rozsáhlého území s významnou přírodní a estetickou hodnotou, s lesními celky se zbytky přirozených smíšených lesů, se suťovými a rozsáhlými skalními útvary, s nejvyšším vrcholem Hvězdná (1012 m n. m.) a řadou dalších vrcholů dosahujících přes 800 a 900 m n. m., četnými rašeliništěmi a vlhkými loukami, soustavou přirozených vodních toků tvořenou Menší a Větší Vltavicí. Posláním přírodního parku je zachovat zbytky historické krajinné architektury a zabezpečit obnovu některých sídel odpovídající krajinnému rázu.

## Horopis
Území Přírodního parku Vyšebrodsko zasahuje do geomorfologických okrsků Lučská hornatina (součást Trojmezenské hornatiny a Šumavy) a Vyšebrodská vrchovina (součást Českokrumlovské vrchoviny a Šumavského podhůří).

## Geologie
Geologický podklad je vesměs tvořen prvohorní žulou.

## Podnebí a vodstvo
Území je typické chladnějším klimatem s inverzními polohami, zejména v údolí Vltavy a Menší Vltavice. Jihozápadní část je odvodňována přítoky Dunaje. To má vliv i na klimatické poměry, neboť je zde silnější vliv teplého alpského proudění, což umožňovalo v minulosti pěstovat vinnou révu a chmel i v nadmořské výšce 850 metrů.

## Vegetace
Les pokrývá dvě třetiny plochy. Výrazně převažují smrčiny s občasnými příměsemi jiných dřevin. Výjimku představují poměrně rozsáhlé porosty bučin v přírodních památkách Medvědí hora a Uhlířský vrch a fragmenty doubrav v okolí Vyššího Brodu.

## Maloplošná chráněná území
Na území přírodního parku jsou celkem tři maloplošná chráněná území a na jeho severní hranici pak bezprostředně navazuje Národní přírodní rezervace Čertova stěna-Luč (1935, 140 ha).
- Přírodní rezervace Rašeliniště Kapličky (1992, 72 ha)
- Přírodní památka Medvědí hora (1992, 82 ha)
- Přírodní památka Uhlířský vrch (1992, 16 ha)

## Osídlení
K významnému osídlení této oblasti došlo až v době vrcholného středověku. Důležitým kolonizačním centrem byl Vyšebrodský klášter (1259). Většina obcí vznikla do konce 15. století – Dobříň (Dobring) 1259, Loučovice (Kienberg) 1310, Kapličky (Kapellen) 1376. Obyvatelstvo bylo většinou německy mluvící, katolického vyznání (protestanti byli potlačeni).
S příchodem druhé světové války byla česky mluvící menšina vyhnána do vnitrozemí. Po druhé světové válce byla naopak odsunuta německy mluvící většina. Počet obyvatel byl tak snížen na minimum. Následoval vládou organizovaný proces dosídlení českým obyvatelstvem. Již tehdy se to však týkalo jen vybraných obcí (např. Pošlák, Kapličky), ostatní byly ponechány svému osudu – velká část zemědělské půdy byla tak ponechána ladem a postupně zarůstala náletovými dřevinami. Navíc v roce 1959 bylo na celé hranici se západními státy vytvořeno hraniční pásmo o šířce 4 – 8 km, které se stalo základem tzv. železné opony. Prakticky veškeré obyvatelstvo bylo z tohoto pásma vystěhováno do nejbližších obcí ve vnitrozemí (v zájmovém území Loučovice, Vyšší Brod, částečně Přední Výtoň). Obce na okraji navíc podléhaly zvláštnímu režimu – Přední Výtoň. Po roce 1989 však k významnému osídlení území nedošlo – zejména díky chybějícímu územnímu plánu vyššího územního celku Pravý břeh Lipna.